# Bistrentsi
Bistrentsi (bulgariska: Бистренци) är ett distrikt i Bulgarien.   Det ligger i kommunen Obsjtina Bjala och regionen Ruse, i den centrala delen av landet, 220 kilometer öster om huvudstaden Sofia.
Trakten runt Bistrentsi består till största delen av jordbruksmark. Runt Bistrentsi är det ganska glesbefolkat, med 35 invånare per kvadratkilometer.